# Torán
Torán (llamada oficialmente Santa María de Torán) es una parroquia y un lugar del municipio español de Taboadela, en la provincia de Orense, Galicia.

## Historia
Hacia mediados del siglo XIX, la parroquia, ya por entonces perteneciente a Taboadela, tenía contabilizada una población de 206 habitantes. Aparece descrita en el decimoquinto volumen del Diccionario geográfico-estadístico-histórico de España y sus posesiones de Ultramar de Pascual Madoz con las siguientes palabras:

TORAN (Sta. Maria): felig. en la prov. y dióc. de Orense (2 1/4 leg.), part. jud. de Allariz (3/4), ayunt. de Taboadela. sit. en la falda setentrional de un monte, con libre ventilacion y clima sano. Tiene 48 casas en diferentes barrios, y una igl. parr. (Sta. Maria) está servida por unc ura de entrada y patronato laical. Confina N. Taboadela; E. Folgoso; S. y O. San Victorio de la Mezquita. El terreno es montuoso, quebrado y de inferior calidad. Cruza por el E. la carretera de Orense á Castilla. prod.: centeno, maiz, castañas, patatas y heno; hay ganado vacuno, de cerda y lanar, y caza de liebres, conejos y perdices. pobl.: 48 vec., 206 alm. contr.: con su ayunt. (V.).
(Madoz, 1849, p. 22)

## Organización territorial
La parroquia está formada por seis entidades de población:
- A Eirexa
- Alto de Taboadela
- A Seara
- O Outeiro
- Ribo (Ribó)
- Torán

## Demografía

### Parroquia
| Gráfica de evolución demográfica de Torán (parroquia) entre 2000 y 2023 |
|                                                                         |
| Datos según el nomenclátor publicado por el INE.                        |

### Lugar
| Gráfica de evolución demográfica de Torán (lugar) entre 2000 y 2023 |
|                                                                     |
| Datos según el nomenclátor publicado por el INE.                    |